# 알도스테론
알도스테론(aldosterone)은 부신의 겉질의 한 층인 사구대에서 만들어지는 스테로이드 호르몬으로, 무기질코르티코이드에 속한다. 집합관과 네프론의 원위세뇨관에서 일어나는 나트륨 이온의 재흡수와 칼륨 이온의 배설을 증가시키는 작용을 하며, 이로 인해 간접적으로 체내 수분량, 혈압, 혈액량에도 영향을 미친다. 알도스테론은 콩팥, 침샘, 땀샘, 잘록창자 등에서 나트륨을 보존하는 데에 필수적이며, 나트륨과 칼륨, 혈압의 항상성 유지에 중요한 역할을 한다. 조절되지 않는 알도스테론 분비는 병을 일으켜 심혈관질환과 콩팥병 발생에 기여할 수 있다. 심장에서 분비되는 심방성 나트륨이뇨펩타이드(ANP)와는 그 작용이 완전히 정반대이다.
알도스테론은 레닌 안지오텐신계의 일부분이다. 혈장 반감기는 20분 이하이다. 알도스테론은 혈액 양을 증가시켜 혈압을 높이기 때문에 알도스테론의 분비나 작용 과정을 방해하는 약은 혈압을 낮추는 데 쓰일 수 있다. 이런 고혈압에 사용되는 약에는 안지오텐신 변화효소(ACE)를 억제하는 ACE 억제제가 있다. 이들은 알도스테론 작용을 막으므로 나트륨과 수분 저류를 감소시키고 칼륨의 배설을 막는다. 또 다른 알도스테론 관련 약물인 스피로놀락톤은 알도스테론 수용체를 막아 혈압을 낮춘다. 스피로놀락톤은 고리 이뇨제 등이 칼륨의 배설을 증가시키는 것과 대조적으로 칼륨 재흡수를 촉진하므로 칼륨 보존 이뇨제라고 한다.
애디슨병은 알도스테론의 활동이 감소된 경우이고, 콘 증후군에서는 그 활동이 증가된다. 알도스테론을 처음 분리한 것은 1953년 실비아 심슨과 제임스 프란시스 타이트로, 타데우시 라이히슈타인도 이에 협력했다.

## 같이 보기
- 고알도스테론증
- 저알도스테론증
- 전부하
- 부신겉질 호르몬

## 추가 이미지

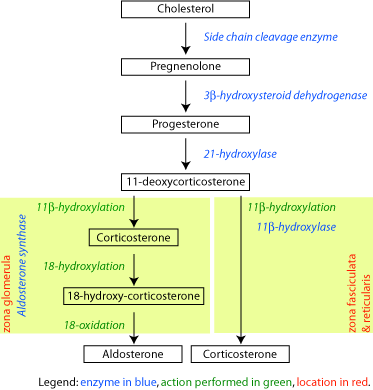
쥐의 코르티코스테로이드 합성 경로
코르티코스테론